# قرار مجلس الأمن رقم 1757
تم اعتماد قرار مجلس الأمن التابع للأمم المتحدة رقم 1757 بالإجماع في 30 أيار / مايو 2007 حيث أقرَّ المجلس إنشاء محكمة خاصة للبنان لمقاضاة المسؤولين عن اغتيال رئيس الوزراء اللبناني الأسبق رفيق الحريري وجميع الهجمات التي وقعت بين 1 تشرين الأول / أكتوبر 2004 و12 كانون الأول / ديسمبر 2005. وذلك تحت الفصل السابع من ميثاق الأمم المتحدة.